# Diplazium striatastrum
Diplazium striatastrum är en majbräkenväxtart som beskrevs av David Bruce Lellinger.
Diplazium striatastrum ingår i släktet Diplazium och familjen Athyriaceae. Inga underarter finns listade i Catalogue of Life.